# Tanja Eisner

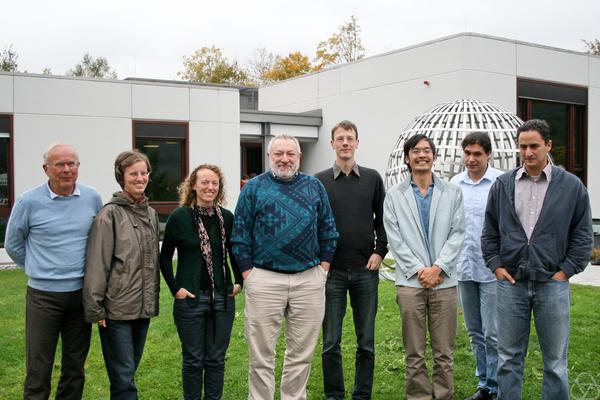
Från vänster: Rainer Nagel, Tanja Eisner, Tamar Ziegler, Vitaly Bergelson, Markus Haase, Terence C. Tao, Balint Farkas och Nikos Frantzikinakis, i arbetsgruppen Mathematisches Forschungsinstitut Oberwolfach, Ergodic Theory and Combinatorial Number Theory, 2012.

Tatjana "Tanja" Eisner, flicknamn: Lobova, född 1 juli 1980 i Charkiv i Ukrainska SSR i Sovjetunionen (idag Ukraina), är en tysk matematiker.
Eisner studerade matematik vid National W.-N.-Karasin-University i Charkiv från 1997 till 2002, därefter vid universitetet i Tübingen med examen år 2004 och slutligen doktorsexamen med Rainer Nagel år 2007 (Stability of operators and {\displaystyle C_{0}}-semigroups). Efter doktorsexamen var hon undersökningsassistent i Tübingen varpå hon blev docent (habilitation) 2010. Hon blev biträdande professor vid universitetet i Amsterdam 2011 och professor vid universitetet i Leipzig 2013.
Eisner arbetar med funktionsanalys (semigrupper, spektrum) och ergodteori och deras koppling till talteorin.

## Utgivna texter
- med Bálint Farkas, Markus Haase, Rainer Nagel: Operator Theoretic Aspects of Ergodic Theory, Graduate Texts in Mathematics, Springer, 2015[2].
- Stability of Operators and Operator Semigroups, Operator Theory: Advances and Applications, Vol. 209., Birkhäuser Verlag, Basel, 2010[2].
- med Birgit Jacob, André Ran, Hans Zwart (red.): Operator Theory, Function Spaces, and Applications, International Workshop on Operator Theory and Applications, Amsterdam, Juli 2014, Operator Theory: Advances and Applications, Birkhäuser Verlag, 2016[2].

## Webblänkar
- Hemsida (med meritförteckning)